# ハラウ

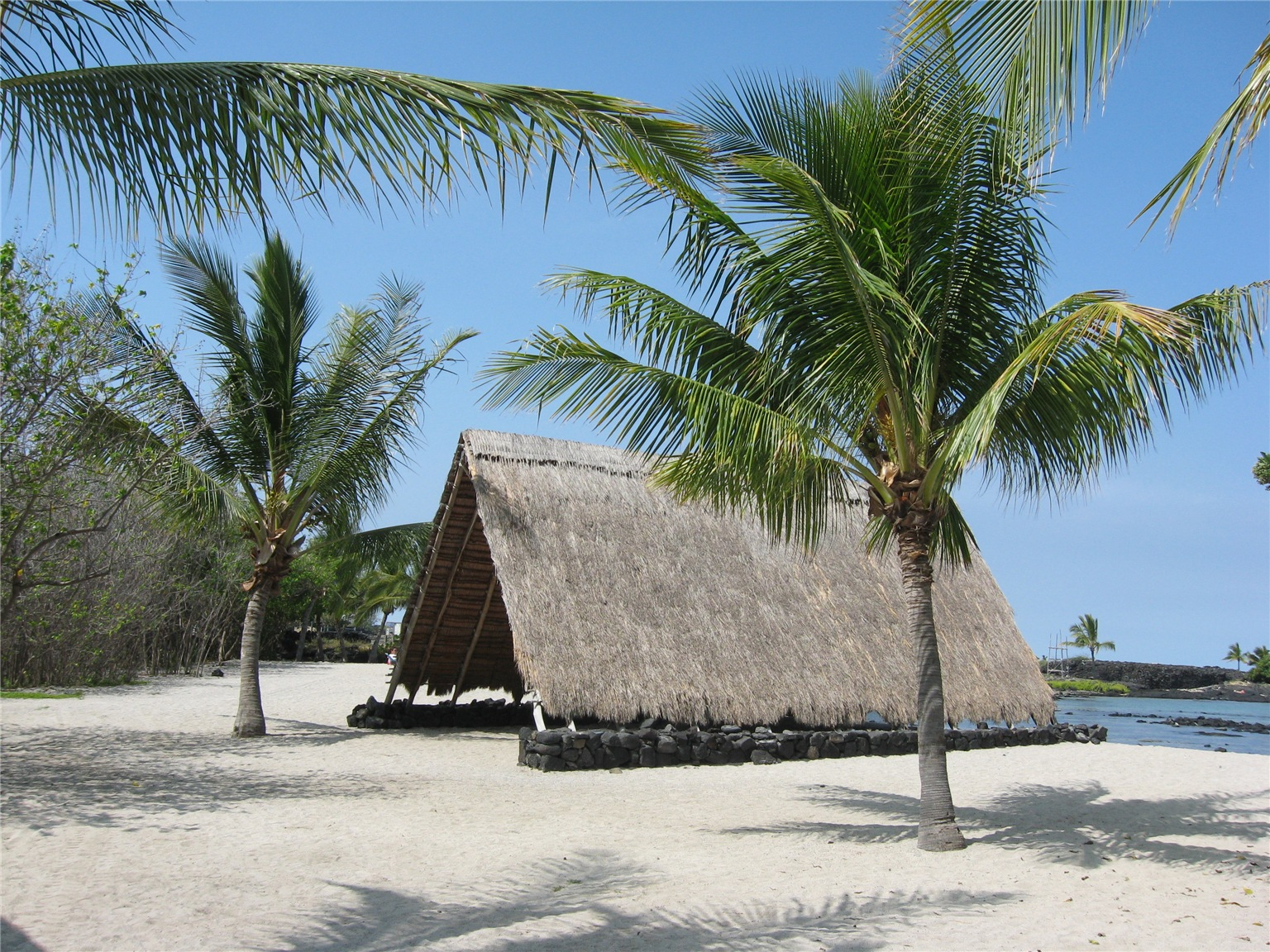
ホノコハウ・ハラウ（ハワイ島）

ハラウ（ハワイ語: Hālau）は、正確の発音はハーラウで、ハワイ語でフラを教える、またはカヌーを置いておく、長いハワイ式の家である。フラの学校は、ハラウ・フラと呼ぶ。
ハラウ・フラの先生は「クム」（Kumu）といい、クムはもともと基礎、先生、起源というような意味がある。
ハラウは海辺などに建てられた、大きな屋根があり、両サイドが三角形に開いているハワイの伝統的な家を指し、そこへカヌーなどを置いたりした。ハワイ島のカイルア・コナにあるカロコホノコハウ国立歴史公園に建てられている。
ハワイ語で「Aʻohe pau ka ʻike i kāu hālau.」とはハワイ人のことわざで、「ひとつの学校で、全ての知恵が得られる訳ではない。」という意味である。

## 参照項目
- ハワイの文化
- フラ